# Brigitte Berendonk
Brigitte Berendonk (* 2. Mai 1942 in Dankmarshausen) ist eine ehemalige deutsche Diskuswerferin und Kugelstoßerin sowie zweimalige Olympiateilnehmerin. Einer breiteren Öffentlichkeit wurde sie durch ihr Engagement gegen Doping, insbesondere Anfang der 1990er Jahre im Zusammenhang mit der Aufdeckung des staatlich verordneten Dopings im DDR-Leistungssport, bekannt.

## Leben
Brigitte Berendonk wurde 1958 DDR-Vierkampf-Meisterin. Nach der noch im selben Jahr erfolgten Flucht ihrer Familie in die Bundesrepublik wurde sie Mitglied des TV Schwetzingen und 1959 Fünfkampf-Jugend-Meisterin der Bundesrepublik. Nach Abschluss des Abiturs nahm sie ein Studium für Anglistik und Sport an der Albert-Ludwigs-Universität Freiburg auf. 1967 wurde sie Mitglied der Leichtathletik-Nationalmannschaft der Bundesrepublik Deutschland. 1968 in Mexiko-Stadt und 1972 in München nahm sie an den Olympischen Spielen teil, bei denen sie einen achten und einen elften Platz im Diskuswurf erreichte.
In einem Artikel für Die Zeit machte sie im Dezember 1969 als eine der ersten auf ein allgemeines Doping im Leistungssport in Ost und West aufmerksam. Im März 1977 hatte Berendonk vielbeachtete Auftritte in zwei Diskussionsrunden zum Thema Doping im Aktuellen Sportstudio, in denen sie unter anderem Anabolikamissbrauch anprangerte. Anlässlich ihres 75. Geburtstags wurde sie vom SWR als „die große Pionierin des Anti-Doping-Kampfes“ bezeichnet. Nach Einschätzung ihres Ehemanns Werner Franke, der sich ebenfalls dem Kampf gegen das Doping verschrieb, hätten die beiden im Spitzensport aufgrund ihres Engagements als „Verräter, Nestbeschmutzer“ gegolten.
Einmal wurde sie Deutsche Meisterin im Diskuswurf (1971) und sechsmal Vizemeisterin (1967–1970, 1972, 1973). Im Kugelstoßen wurde sie bei den Deutschen Meisterschaften im Freien 1971 Zweite, 1972 Dritte und 1973 Erste, in der Halle dreimal Dritte (1966, 1969, 1972).
Berendonk veröffentlichte 1991 ihr Buch Doping. Von der Forschung zum Betrug, in dem sie u. a. das staatlich verordnete Doping im DDR-Leistungssport erstmals umfassend öffentlich darstellte. Das Buch basiert auf Recherchen in Stasiakten und DDR-Archiven, die sie gemeinsam mit ihrem Ehemann Werner Franke vornahm. Als weitere Quellen dienten DDR-Dissertationen über unterstützende Mittel und deren Folgen aus der Militärmedizinischen Akademie Bad Saarow (MMA). Nachdem die Einsicht in diese Dokumente zunächst verweigert worden war, konnten sie dank einer Genehmigung des Bundesverteidigungsministeriums doch noch entliehen werden. Auch auf Doping in der Bundesrepublik geht sie in dem Buch ein. Berendonk beschäftigte sich unter anderem mit der Tätigkeit des Sportarztes Armin Klümper. Es kam zu einem Gerichtsverfahren, im Dezember 1991 entschied das Landgericht Heidelberg in 17 Punkten für Berendonk, in drei Punkten erhielt Klümper recht. 1995 zog sie sich weitgehend aus dem (zumindest in der Öffentlichkeit geführten) Kampf gegen das Doping zurück. 1997 wurde sie von einem französischen Gericht zu einer Geldstrafe und einer symbolischen Entschädigungszahlung an den Rudertrainer Eberhard Mund verurteilt, den sie öffentlich mit einem Dopingfall in Frankreich in Verbindung gebracht hatte.
Am 19. Dezember 2001 wurde Berendonk für ihre Arbeit mit der Heidi-Krieger-Medaille, einem Preis der Doping-Opfer-Hilfe ausgezeichnet. 2004 wurde ihr gemeinsam mit ihrem Ehemann das Verdienstkreuz am Bande des Verdienstordens der Bundesrepublik Deutschland überreicht.

## Persönliche Bestleistungen
- Diskuswurf: 59,90 m, 24. August 1971, Essen
- Kugelstoßen: 16,70 m, 10. Juli 1971, Stuttgart

## Veröffentlichungen
- Doping-Dokumente. Von der Forschung zum Betrug. Springer, Berlin [u. a.] 1991, ISBN 3-540-53742-2; aktualisierte und erweiterte Neuausgabe: Doping. Von der Forschung zum Betrug. rororo, Reinbek 1992, ISBN 3-499-18677-2